# Quinton Patton
Quinton Arne Patton (* 9. August 1990 in Nashville, Tennessee, Vereinigte Staaten) ist ein American-Football-Spieler auf der Position des Wide Receivers. Er spielte für die San Francisco 49ers in der National Football League (NFL).

## Werdegang
Patton spielte American Football und Baseball an der Stratford High School, bevor er die Schule wechselte und auf die La Vergne High School in La Vergne ging.

## College
Quinton Patton besuchte das Coffeyville Community College für 3 Jahre, bevor er sich entschloss, an der Louisiana Tech University zu studieren. Dort spielte er 2011 und 2012 für die Bulldogs. In seinem ersten Jahr fing er 79 Pässe für 1202 Yards und 11 Touchdowns. 2012 fing er 104 Pässe für 1392 Yards und 13 Touchdowns. In beiden Jahren wurde er in das First-team All-WAC gewählt.

## NFL
Im NFL Draft 2013 wurde Patton in der 4. Runde an 128. Stelle im gesamten Draft von den San Francisco 49ers ausgewählt. Er unterschrieb einen 4-Jahres-Vertrag über 2.551.500 $, der ihm 391.500 $ garantiert und einen Signing Bonus von 391.500 $ enthält.
Patton begann die Saison als Backup vom 3. Wide Receiver Mario Manningham. Aufgrund einer Fußverletzung verbrachte er die meiste Zeit seiner Rookie-Saison nur als Zuschauer. Er hatte bis zum Spiel gegen die Arizona Cardinals nur einen Passfang für 0 Yards. Im Spiel gegen die Cardinals konnte Patton jedoch große Pluspunkte sammeln. Er lief mit nur einem Versuch für 26 Yards und fing zwei Pässe für 34 Yards. Sein zweiter Fang, für 26 Yards, ermöglichte das Field Goal zum Sieg.
In Woche 7 der Saison 2015 fing er seinen ersten Touchdown. Das Spiel wurde mit 25:20 gegen die Baltimore Ravens gewonnen. Nach Ablauf seines Rookievertrags wechselte er zu den New York Jets, wo er vor nach einer Verletzung vor Saisonbeginn wieder entlassen wurde.

## AAF
2019 stand er bei den Birmingham Iron in der neu gegründeten Alliance of American Football (AAF) unter Vertrag. Die Liga löste sich jedoch nach dem achten Spieltag wegen finanzieller Probleme auf.